# Maasplanggstock
Le Maasplanggstock  est un sommet des Alpes uranaises, en Suisse. Il culmine à 3 402 m d'altitude.

## Géographie
Le Maasplanggstock se trouve sur la frontière entre les cantons de Berne et d'Uri, au sud de l'Hinter Tierberg. Situé à l'extrémité nord de la crête du Winterberg, il surplombe le glacier de Trift à l'ouest et le glacier de Chelen (Chelengletscher en allemand) à l'est.